# Aalkeet-Buitenpolder
Aalkeet-Buitenpolder is de naam van een polder en voormalig waterschap in de gemeenten Midden-Delfland, Maassluis en Vlaardingen, in de Nederlandse provincie Zuid-Holland.
Het waterschap was verantwoordelijk voor de vervening, drooglegging en later de waterhuishouding in de polder.
Aan de zuidkant van de polder ligt een beschermd natuurgebied van honderd hectare dat bestaat uit graslanden en met riet omzoomde plassen. Dit gebied Aalkeetbuitenpolder wordt beheerd door Natuurmonumenten. Deze natuurbeschermingsorganisatie houdt de eendenkooi 'Het Aalkeetbuiten' als cultuurhistorisch object in stand.

## Geografie
De Aalkeetbuitenpolder ligt op grondgebied van de gemeenten Vlaardingen, Maassluis en Midden-Delfland. Het sluit aan op de Vlietlanden, een natuur- en recreatiegebied dat ook door Natuurmonumenten wordt beheerd. De polder ligt ten noorden van Zuidbuurt, een polderweg tussen Maasland en Vlaardingen die op een oude dijk ligt. Aan de Zuidbuurt liggen de gemalen van de Aalkeetbuitenpolder en van de Aalkeetbinnenpolder. Het gemaal van de Aalkeetbuitenpolder werd in 2009 vrijwel volledig vernieuwd. Het recreatiegebied in en om de Krabbeplas maakt ook onderdeel uit van de Aalkeetbuitenpolder.

## Beheer
Het beheer van het natuurgebied Aalkeetbuitenpolder is hoofdzakelijk gericht op weidevogels. Natuurmonumenten zorgt samen met boeren die grond pachten, voor optimale omstandigheden voor deze vogels. Er grazen blaarkoppen, een Hollands koeienras dat goed past bij drassige graslanden. Er wordt na het broedseizoen gemaaid en matig bemest. Voedselarme graslanden bieden ruimte voor kruiden en bloemen die voor veiligheid en voedsel zorgen voor de jonge vogels. Met het waterschap wordt gewerkt aan een zo gunstig mogelijke waterstand. Een deel van het waterpeil in de polder is verhoogd waardoor het gras minder snel groeit. Dit zorgt voor een gevarieerde grasmat en voldoende zicht voor de vogels. Het zorgt er ook voor dat de bodem zacht genoeg blijft voor vogels om hun voedsel zoals regenwormen met de snavel uit de grond te halen. 
Daarnaast wordt er een rietmoeras onderhouden waarin boezemwater wordt gezuiverd voor het de polder instroomt. De bacteriën in dit helofytenfilter nemen voedingsstoffen op uit water. Om het water helder en gezond te houden, maait Natuurmonumenten de planten en haalt zo de overmaat aan voeding weg. 

## Flora en fauna
Sinds Natuurmonumenten in 2009 begonnen is met het verbeteren van de omstandigheden voor weidevogels in dit gebied, nemen de aantallen en de soorten vogels die hier waargenomen worden toe. Er werden de laatste jaren meer tureluurs en kieviten geteld en een aantal vogels zoals de watersnip hebben er voor het eerst gebroed. Naast de weidevogels is het ook een belangrijk gebied voor overwinterende watervogels. In het gebied zijn plassen ontstaan door grondwinning. In deze plassen zijn van november tot april onder andere verschillende soorten ganzen, smient en wintertaling te zien. Het hakhout op de Rijskade aan de noordoostkant vormt een schuilplaats en leefgebied voor wezel en tal van insecten.
Vanaf een parkeerplaats halverwege het Surfpad loopt een pad naar een vogelkijkhut die zicht biedt op de Rijsplas en de graslanden.

## Eendenkooi
Aan de zuidkant van de polder ligt eendenkooi het Aalkeetbuiten. Deze kooi is naast de eendenkooi in de Zouteveensepolder in Schipluiden, de enig overgebleven eendenkooi in Midden-Delfland. De eendenkooi het Aalkeetbuiten wordt niet meer gebruikt voor de jacht. De snelweg A20 ligt een paar honderd meter van de kooiplas en maakt dat de nodige rust in de kooi ver te zoeken is. Hij wordt als cultuurhistorisch object in stand gehouden door Natuurmonumenten. Er staat nog een oud huisje waar de kooiker woonde. Dit huisje is onderdeel van excursies die Natuurmonumenten regelmatig in de eendenkooi organiseert.

## Autosnelweg A24
De komst van de autosnelweg A24 vormt een bedreiging voor het voortbestaan van de Aalkeetbuitenpolder en voor nabijgelegen natuurgebieden zoals de Rietputten, het Volksbos en het Oeverbos.

## Fotogalerij

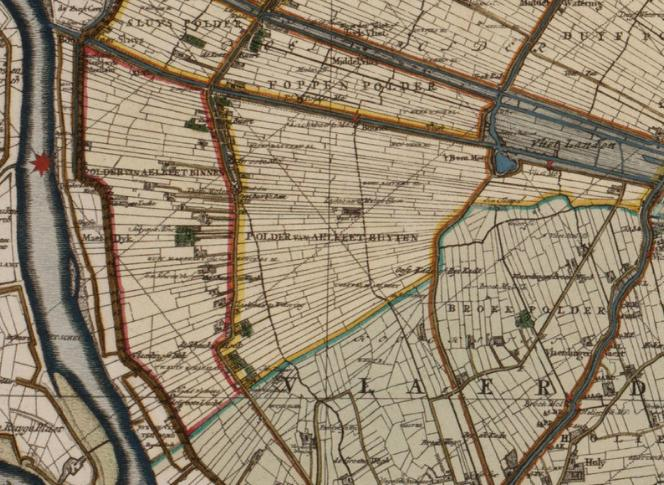
Kaart 1712
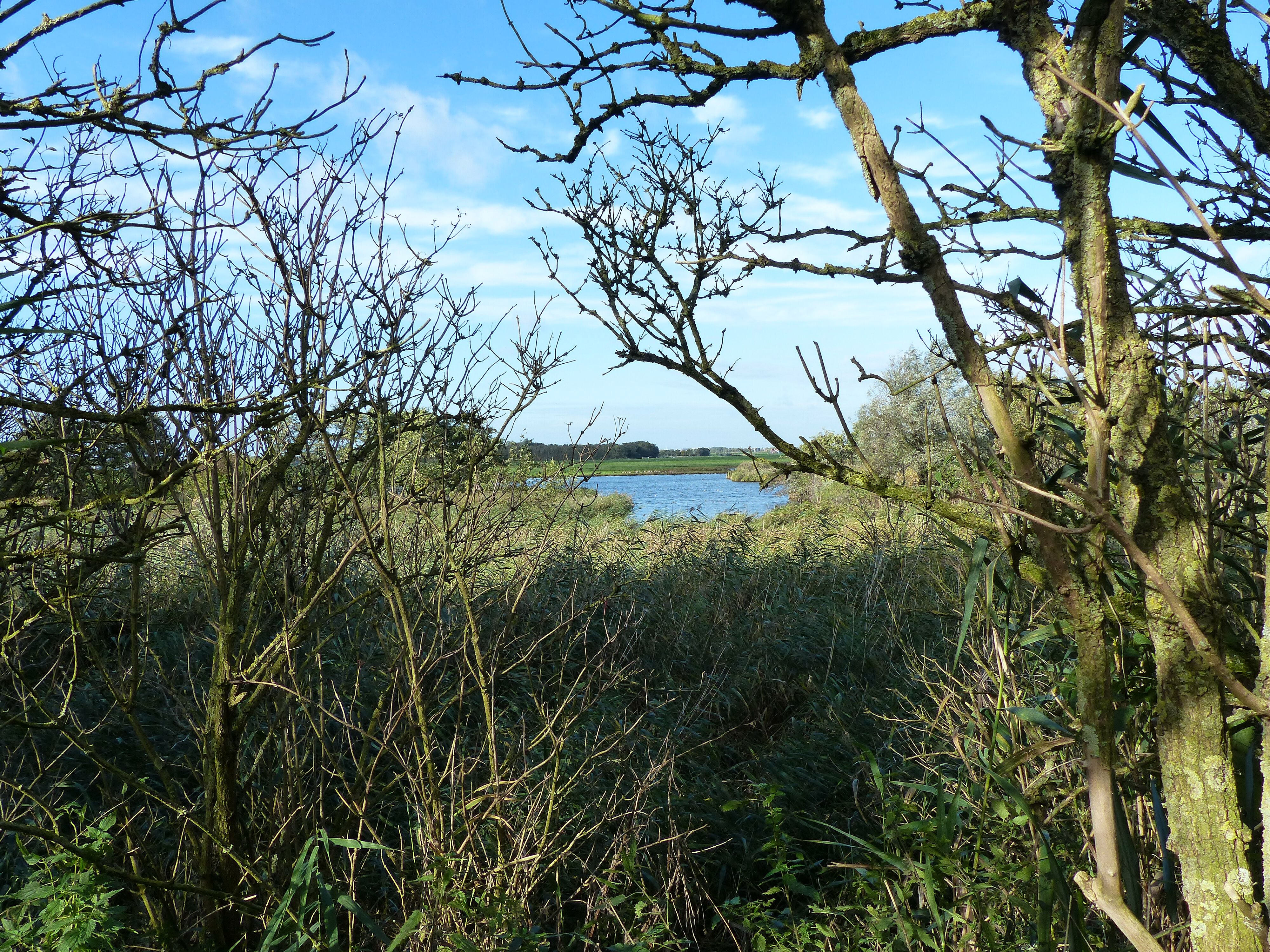
Natuurgebied Aalkeetbuitenpolder
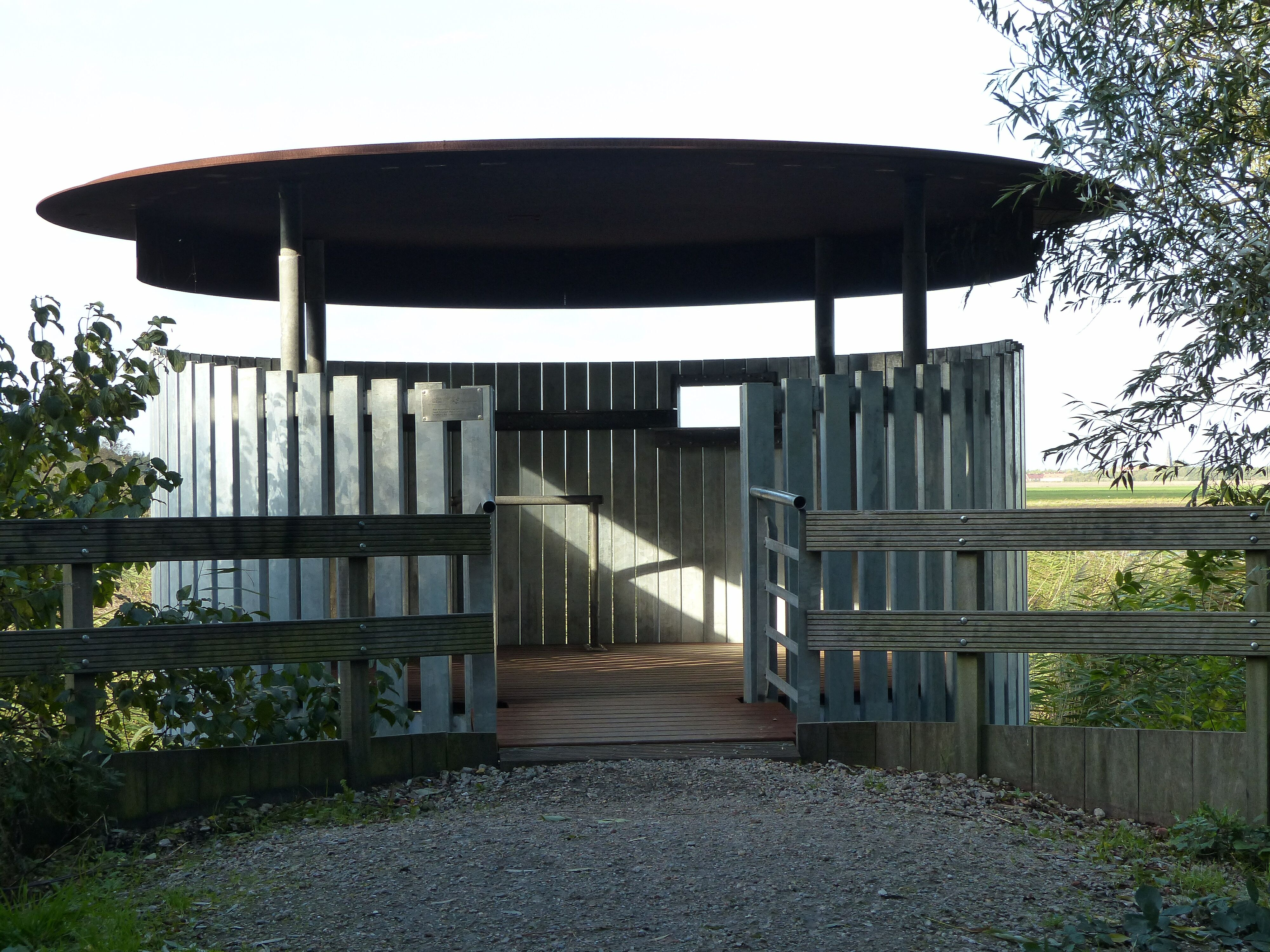
Vogelkijkhut Rijsplas
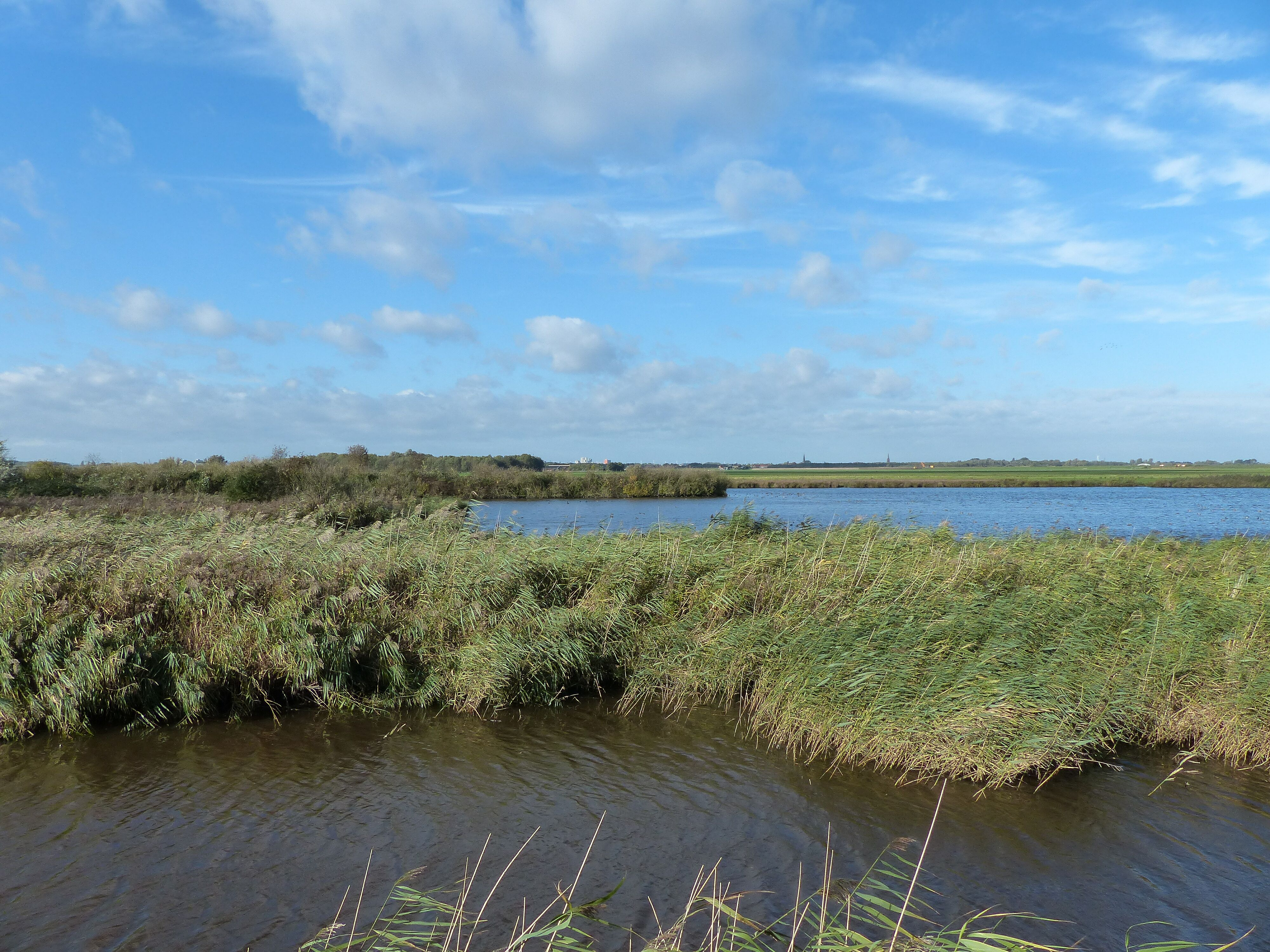
Rijsplas Aalkeetbuitenpolder